# Saint-Wenceslas
Saint-Wenceslas är en kommun i provinsen Québec i Kanada. Den ligger i regionen Centre-du-Québec, i den sydöstra delen av landet, 270 km öster om huvudstaden Ottawa. Kommunen bildades 1995 genom sammanslagning av bykommunen och landskommunen med samma namn.